# 班伯格縣
班伯格縣（英語：Bamberg County）是美国南卡罗来纳州西南部的一個縣，面積1,024平方公里。根据2020年美國人口普查，共有人口13,311人 （2023年估計人口為12,974人）。縣治班伯格。該縣成立於1897年2月25日，縣名來自縣治（原來是同名家庭在鐵路線建立的站點）。